# Bầu cử tổng thống Hoa Kỳ 1976
Cuộc bầu cử tổng thống Hoa Kỳ năm 1976 diễn ra vào thứ ba, ngày 2 tháng 11 năm 1976, là cuộc bầu cử Tổng thống thứ 48 liên tục bốn năm một lần trong lịch sử Hoa Kỳ. Cựu thống đốc bang Georgia Jimmy Carter thuộc đảng Dân chủ đã đánh bại đương kim tổng thống Gerald Ford thuộc đảng Cộng hòa trong một chiến thắng sát nút. Chiến thắng của Carter đại diện cho chiến thắng duy nhất của đảng Dân chủ trong cuộc bầu cử tổng thống đã được tổ chức giữa năm 1968 và năm 1988.
Tổng thống Richard Nixon đã giành chiến thắng vang dội trong cuộc bầu cử năm 1972 với phó tổng thống Spiro Agnew là đối tác tranh cử của ông, nhưng tháng 10 năm 1973 Agnew đã từ chức và Ford đã được bổ nhiệm làm phó tổng thống thông qua Tu chính án thứ 25. Khi Nixon từ chức vào tháng 8 năm 1974 sau vụ bê bối Watergate, Ford lên nắm quyền tổng thống, trở thành tổng thống đầu tiên được nhậm chức mà chưa từng được bầu làm tổng thống hoặc phó tổng thống. Ông đã phải đối mặt với thách thức mạnh mẽ từ cựu thống đốc bảo thủ và tổng thống tương lai Ronald Reagan của California trong cuộc bầu cử sơ bộ của đảng Cộng hòa, nhưng Ford đã thắng trong đại hội. Carter ít được biết đến vào đầu cuộc bầu cử sơ bộ của đảng Dân chủ, nhưng cựu thống đốc Georgia đã nổi lên như người dẫn đầu sau chiến thắng của ông trong tập hợp bầu cử sơ bộ đầu tiên. Vận động tranh cử với tư cách là một người ôn hòa chính trị và là người đứng ngoài Washington, Carter đã đánh bại các đối thủ như Jerry Brown và Mo Udall để giành được đề cử của đảng Dân chủ.
Ford theo đuổi "chiến lược Vườn hồng ", trong đó ông tìm cách thể hiện mình là một nhà lãnh đạo giàu kinh nghiệm, tập trung vào việc hoàn thành vai trò giám đốc điều hành của mình. Carter nhấn mạnh địa vị của ông là một nhà cải cách "không bị Washington làm ô nhiễm". Với nền kinh tế nghèo nàn, sự sụp đổ của Việt Nam Cộng hòa và sự ân xá không công bằng của ông đối với Nixon, Carter đã dẫn trước một tỷ lệ lớn trong các cuộc thăm dò sau khi Carter chính thức được đề cử vào tháng 7 năm 1976. Tỷ lệ ủng hộ giữa hai ứng viên đã trở nên cân bằng hơn sau một màn trình diễn mạnh mẽ trong cuộc tranh luận tổng thống đầu tiên, và cuộc đua đã kết thúc vào ngày bầu cử.
Carter đã giành được đa số phiếu phổ thông và đại cử tri. Ông đã thắng gần như mọi bang ở miền Nam trong khi Ford thống trị các bang miền Tây. Carter vẫn là ứng cử viên Đảng Dân chủ duy nhất kể từ năm 1964 giành được đa số các bang miền Nam. Ford đã giành được 27 bang, nhiều bang nhất mà một ứng cử viên thua cuộc mang lại. Cả hai ứng cử viên phó tổng thống của các đảng lớn, Walter Mondale năm 1984 và Bob Dole năm 1996, sau đó đều giành được đề cử tổng thống của đảng tương ứng, nhưng thua trong cuộc tổng tuyển cử.
Tính đến năm 2024, đây là lần cuối cùng Alabama, Mississippi, Nam Carolina và Texas bỏ phiếu cho ứng cử viên Đảng Dân chủ trong một cuộc bầu cử tổng thống, cũng như cuộc bầu cử cuối cùng mà ứng cử viên chiến thắng không giành được đa số trong số 51 khu vực pháp lý (50 tiểu bang cộng với Đặc khu Columbia). Tuy nhiên, đây không phải là lần cuối cùng một ứng cử viên giành được số phiếu phổ thông mà không giành được đa số các bang, vì điều này cũng đã xảy ra với Al Gore vào năm 2000 và Hillary Clinton vào năm 2016.